# Джаны-Джер (Джалал-Абадская область)
Джаны-Джер (кирг. Жаңы-Жер) — село в Сузакском районе Джалал-Абадской области Кыргызстана. Входит в состав Сайпидин-Атабековского айылного аймака.

## География
Село расположено в юго-восточной части области, на левом берегу реки Карадарьи, на расстоянии приблизительно 6 километров (по прямой) к югу от села Сузак, административного центра района. Абсолютная высота — 725 метров над уровнем моря.

## Население
Согласно оценочным данным Национального статистического комитета Кыргызской Республики, численность населения села на начало 2023 года составляла 2808 человек.
| год     | 2009 | 2014 | 2015 | 2020 | 2021 | 2023 |
| ------- | ---- | ---- | ---- | ---- | ---- | ---- |
| человек | 2048 | 2154 | 2324 | 2622 | 2664 | 2808 |